# 13 avril 1942
Le lundi 13 avril 1942 est le 103e jour de l'année 1942.

## Naissances
- Antonin Malroux, écrivain français
- Ataol Behramoglu, écrivain turc
- Bill Conti, compositeur américain
- Claude Sigala, écrivain français
- François Seigneur, architecte diplômé, peintre, plasticien
- Margaret Somerville, éthicienne, juriste et professeure canadienne et australienne
- Ricardo Blázquez, prélat catholique espagnol
- Waldemar Marszałek, pilote motonautique polonais
- Xavier Lapeyre, pilote automobile français

## Décès
- Émile Bellet (né le 20 juin 1911), militaire français
- Anton Schmid (né le 9 janvier 1900), conscrit de la Wehrmacht
- August Martin Silber (né le 30 juillet 1895), joueur de football international estonien
- Henk Sneevliet (né le 13 mai 1883), personnalité politique hollandaise
- Jean Stephan (né le 28 octobre 1912), résistant français

## Événements
- Première utilisation d’un siège éjectable à air comprimé, construit par la société allemande Henke et utilisé par le commandant d’un chasseur He 280 qui parvient à s’éjecter de l’appareil à plus de 2 000 m d’altitude.